# Celia Dropkin
Celia Dropkin (geboren als Tsylie Levine 5. Dezember 1887 in Babrujsk, Russisches Kaiserreich, heutiges Belarus; gestorben 17. August 1956 in New York City) war eine polnisch-US-amerikanische Schriftstellerin, die in jiddischer Sprache schrieb.

## Leben
Tsylie Levines Vater war Waldarbeiter, die Familiensprache war Jiddisch. Der Vater starb, als sie noch jung war. Ihre Mutter kam bei wohlhabenden Verwandten unter, die den beiden Töchtern den Besuch eines Gymnasiums ermöglichten. Levine arbeitete dann kurze Zeit als Lehrerin in Warschau. Sie zog 1907 nach Kiew und begann unter dem Einfluss des Schriftstellers Uri Nissan Gnessin Gedichte zu schreiben, zunächst in Russisch. 1908 heiratete sie in ihrem Heimatort Bobruysk Shmaye Dropkin aus Gomel, sie hatten sechs Kinder. Er war gewerkschaftlicher Aktivist bei den Bundisten und floh 1910 vor der staatlichen Repression in die USA. Celia Dropkin und ihr erster Sohn John Joseph Dropkin folgten ihm 1912.
Dropkin verkehrte in jiddischen Literatenkreisen in New York, übersetzte ihre russischen Gedichte ins Jiddische und veröffentlichte sie ab 1917. Im Laufe der Jahre erschienen ihre auf Jiddisch geschriebenen Gedichte und ihre Erzählungen in den Zeitschriften Di naye velt, In Zikh, Shriftn, Der Tog, Zukunft und anderen jiddischen Periodika. Sie schrieb auch einen Fortsetzungsroman. Sie veröffentlichte einen einzigen Lyrikband, In Heysn Vint, der 1935 erschien.
Dropkins poetisches Schaffen wird von der Literaturkritik mit der Gruppe In Zikh (Innenschau) in Verbindung gebracht. Tatsächlich aber ließ sie sich aus mehreren Quellen beeinflussen und enthielt sich, so wie auch Anna Margolin, einer allzufesten Bindung an eine Gruppe, tauschte sich im Gegenteil auch mit Zishe Landau aus der Gruppe Di Yunge aus.
Auf der Suche nach Arbeit zog die Familie während der Great Depression einige Jahre nach Virginia und Massachusetts, Ende der 1930er Jahre wohnten sie wieder in New York, wo ihr Mann bereits 1943 starb. Danach stellte sie ihre literarische Produktion weitgehend ein und verlegte sich auf das Malen, das sie sich selbst beigebracht hatte. Dropkin starb 1956 an Krebs.
Ihre Kinder veröffentlichten postum eine zweite Ausgabe von In Heysn Vint, in der auch weitere ihrer ungefähr 150 Gedichte erschienen sowie einige Reproduktionen ihrer Gemälde.

## Werke
- In heysn vint. New York, 1935
  - Dans le vent chaud, poèmes. Aus dem Jiddischen ins Französische übersetzt von Gilles Rozier & Viviane Siman. Paris : L’Harmattan, 1994 (zweisprachig)
- At the Rich Relatives. Übersetzung Faith Jones. In: Sandra Bark (Hrsg.): Beautiful as the Moon, Radiant as the Stars: Jewish Women in Yiddish Stories: an Anthology. New York: Warner Books, 2003, S. 55–74
- Poems by Celia Dropkin. Übersetzung Kathryn Hellerstein. In: The Drunken Boat (Herbst/Winter 2004)
- The Acrobat: Selected Poems of Celia Dropkin. Texte in Yiddish und English. Übersetzung in Englische Faith Jones, Jennifer Kronovet, Samuel Solomon. Huntington Beach, CA: Tebot Bach, 2014

Kurzgeschichten
- The Dancer (Di tentserin). Übersetzung Shirley Kumove. In: Frieda Forman et al. (Hrsg.): Found Treasures: Stories by Yiddish Women Writers. Toronto: Second Story Press, 1994, S. 193–201

Roman
- Two Feelings (Di tsvey gefiln). Zeitungsroman. In: The Yiddish Forward, 31. März 1934 bis 6. Juni 1934. 2024 wurde der Roman erneut ins Englische von Anita Norich unter dem Titel Desires übersetzt.